# 聂涛 (足球运动员)
聂涛（1989年1月16日—），出生于天津，足球运动员。现效力天津泰达，司职后卫 。

## 俱乐部生涯
聂涛9岁加盟天津渤海足球俱乐部，17岁时进入泰达足球学校，并在后来担任了泰达四线队队长，后被破格提升入预备队。
2009年5月19日，他在2009年亚足联冠军联赛小组赛最后一轮天津泰达客场1比0击败中央海岸水手的比赛第82分钟替补韩燕鸣出场，这是其代表一线队出战正式比赛的首秀。
2013年6月2日，中超12轮天津泰达与大连阿尔滨的预备队联赛中，聂涛与队友何杨大打出手，被裁判双双罚下。
2014年7月15日，因在足协杯泰达同青岛海牛的比赛中有恶意伤人动作，被处以中超停赛2场、预备队联赛停1场，并罚款15000元。
2019年5月7日，在中甲联赛第八轮北京北体大与陕西长安竞技比赛的第90分钟，北京北体大球员聂涛推击对方球员，被红牌罚令出场，造成不良社会影响。中国足协依据相关规定，决定对聂涛予以停赛3场并罚款人民币3万元的处罚。

## 出场纪录
最后更新：2013年3月1日
| 赛季 | 球队     | 联赛 | 联赛 | 联赛 | 足协杯 | 足协杯 | 中超杯 | 中超杯 | 亚冠 | 亚冠 | 总计 | 总计 |
| 赛季 | 球队     | 联赛 | 出场 | 进球 | 出场   | 进球   | 出场   | 进球   | 出场 | 进球 | 出场 | 进球 |
| ---- | -------- | ---- | ---- | ---- | ------ | ------ | ------ | ------ | ---- | ---- | ---- | ---- |
| 2009 | 天津泰达 | 中超 | 0    | 0    | -      | -      | -      | -      | 1    | 0    | 1    | 0    |
| 2010 | 天津泰达 | 中超 | 6    | 0    | -      | -      | -      | -      | -    | -    | 6    | 0    |
| 2011 | 天津泰达 | 中超 | 11   | 0    | 2      | 0      | -      | -      | 1    | 0    | 14   | 0    |
| 2012 | 天津泰达 | 中超 | 14   | 0    | 0      | 0      | -      | -      | 4    | 0    | 18   | 0    |
| 总计 | 总计     | 总计 | 31   | 0    | 2      | 0      | 0      | 0      | 6    | 0    | 39   | 0    |